# Rotterdamsepad
Rotterdamsepad is een voetpad in Amsterdam-Zuid.
Het pad kreeg haar naam per deelsraadsbesluit Buitenveldert 19 juni 1990; ze werd toen vernoemd naar Rotterdam. In de omgeving van het noordelijk deel van het pad zijn straten etc. vernoemd naar kastelen, landhuizen e.d. nabij Rotterdam, zoals Spangenhof en Weenahof. Het buurtje werd midden jaren tachtig ingericht. De vernoeming van de buurt is vermoedelijk Rotterdamgericht omdat hier in 1932 in het rijkswegenplan Rijksweg 3 (Rotterdamseweg) was geprojecteerd. Bouwtekeningen van de brug 1801 vermeldden dan ook dat de brug wordt aangelegd over een afwateringstocht van de voormalige Rijksweg 3, die dus nooit gebouwd is, maar waar nog wel tekenen terug te vinden zijn in het landschap.
Het Rotterdamsepad begint aan de De Boelelaan, voert middels brug 1801 over een afwateringstocht en loopt verder zuidwaarts, kruist de Arent Janszoon Ernststraat om via brug 1802 te eindigen in het Gijsbrecht van Aemstelpark. Daar stuit het pad op de Stadsdeelwerf, zodat een rechtstreekse verbinding met de Van Nijenrodeweg niet mogelijk is.
Amsterdam kent ook een Rotterdammerbrug, die in Oud-West de Singelgracht overspant. Zij heet zo omdat een van de vorige versies bestond uit een brug die uit Rotterdam afkomstig was.

## Objecten
Er is geen enkel gebouw met een adres aan het Rotterdamse pad. Aan de oostkant van het pad staan wel flats loodrecht op het pad, maar die kregen een adressering van de straten met een ingang aan de Van Heenvlietlaan. Aan de westzijde is die situatie hetzelfde met andere straatnamen. Vanwege de jonge bouw is er nog geen gemeentelijk of rijksmonument te vinden in de omgeving van het Rotterdamsepad. Op brug 1801 is een artistiek kunstwerk te vinden van Frans en Marja de Boer Lichtveld; de twee sculpturen geven de brug een poortachtig uiterlijk.

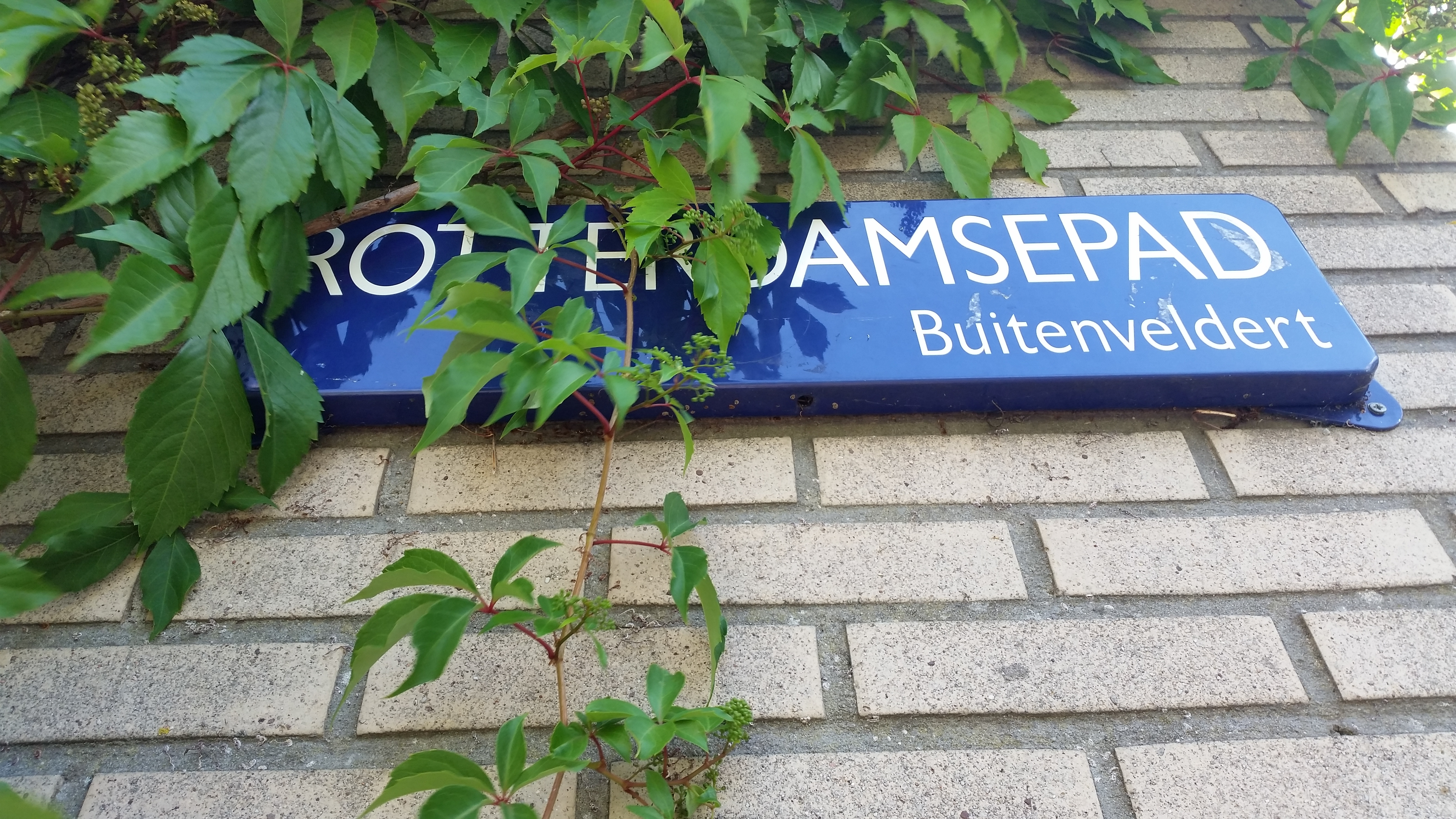
Bord Rotterdamsepad met combinatie van kleuren van Amsterdam (blauw) en Rotterdam (groen) (juli 2019)